# AGEM
Die AGEM wurde 1970 in Hamburg als Arbeitsgemeinschaft Ethnomedizin gegründet. Seit 1978 ist sie Herausgeberin der Zeitschrift Curare. 
2018 wurde sie in Arbeitsgemeinschaft Ethnologie und Medizin umbenannt (Englisch: „Association for Anthropology and Medicine (AGEM)“).
Laut Satzung (§ 1, Abs. 2, Stand 2018) bezweckt die AGEM: 
„… die Förderung der interdisziplinären Zusammenarbeit zwischen der Medizin einschließlich der Medizinhistorie, der Humanbiologie, Pharmakologie und Botanik und angrenzender Naturwissenschaften einerseits und den Kulturwissenschaften und Gesellschaftswissenschaften andererseits, insbesondere der Ethnologie, Kulturanthropologie, Soziologie, Psychologie und Volkskunde mit dem Ziel, das Studium der Volksmedizin, aber auch der Humanökologie und Medizinsoziologie zu intensivieren. …“